# Tregâmi
Tregâmi, malena etnička grupa Nuristanaca koja živi u dolini Tregâm u Nuristanu, Afganistan. Tregami-populacija sastoji se od 3.000 ljudi u svega tri sela: kaTâr (Katar), gambir (Gambir) i devoz (davi). Prema antroplogu i jezikoslovacu Richard F. Strandu oni su vjerojatno nastali od izbjeglica različitih nuristanskih skupina, a dio svakako od Bashgalija (kât'a) iz doline kt'ivi (Kântivâ). Jezično su srodni skupinama Ashkun (âSkuňu) i Waigalima (kalaSa). Vjera: muslimanska.